# Anaclasis: A Haunting Gospel of Malice and Hatred
Anaclasis: A Haunting Gospel of Malice and Hatred è un album studio del gruppo musicale polacco Hate, pubblicato il 21 novembre 2005 dalla Listenable Records.

## Tracce
1. Anaclasis – 4:48
2. Necropolis – 3:42
3. Hex – 4:05
4. Malediction – 4:18
5. Euphoria of the New Breed – 4:09
6. Razorblade – 3:20
7. Immortality – 4:43
8. Fountains of Blood to Reach Heaven – 6:52

Durata totale: 35:57

## Formazione
- Adam the First Sinner - chitarra, voce, synth
- Hellrizer - batteria
- Cyprian - basso